# Шпиків
Шпи́ків — селище в Україні, адміністративний центр Шпиківської селищної громади Тульчинського району Вінницької області.

## Історія
Уперше Шпиків згадується в документах, датованих XVI століттям і пов'язане з періодом Польсько-литовської доби. Першими його власниками були шляхтичі Кішки (Кишки), один з яких продав Шпиків князям Острозьким, надалі Шпиків почергово належав магнатам Замойським, Конецпольським, Потоцьким. Останніми власниками Шпикова були шляхтичі Свейковські. Шпиків раніше мав значну єврейську громаду, в якій у 1900 році налічувалося 1875 осіб.
Під час Прутського походу у 1711 році у Шпикові зупинявся московський цар Петро I, про що писав Олександр Пушкін в «Історії Петра».
1760 року подільським воєводою Леоном Свейковським у поселенні був побудований замок-палац.
Станом на 1885 рік у колишньому власницькому містечку, центрі Шпиківської волості Брацлавського повіту Подільської губернії, мешкало 1950 осіб, налічувалось 394 дворових господарства, існували дві православні церкви, дві єврейських молитовних будинки, школа, лікарня, 5 постоялих дворів, 3 постоялих будинки, 10 лавок, цегельний і миловарний заводи, відбувались базари через кожні два тижні.
1892 року існувало 586 дворових господарств, проживало 3987 мешканців.
За переписом 1897 року кількість мешканців зросла до 4901 особи (2360 чоловічої статі та 2541 — жіночої), з яких 2895 — православної віри, 1875 — юдейської.
1905 року у містечку із передмістями Садки-Шпиківські існувало 726 дворових господарств, проживало 6041 мешканець, існували дві православні церкви й чотири єврейські молитовні школи, двокласне сільське училище й церковно-парафіяльна школа, волосне правління, міщанське правління, урядницький пункт, лікарня місцевого землевласника, цукроварний завод, цегельний завод й паровий млин, аптека, два аптечних склади, щонеділі один раз на два тижні відбувались ярмарки.
7 (20) листопада 1917 року, відповідно до Третього Універсалу Української Центральної Ради, увійшло до складу Української Народної Республіки.
У 1961 році селище набуло статус міста.
У Незалежній Україні
12 червня 2020 року, відповідно до розпорядження Кабінету Міністрів України № 707-р «Про визначення адміністративних центрів та затвердження територій територіальних громад Вінницької області», село є адміністративним центром Шпиківської селищної громади.
19 липня 2020 року, в результаті адміністративно-територіальної реформи та ліквідації Тульчинського район(1923 — 2020), селище увійшло до складу новоутвореного Тульчинського району.

## Населення
Станом на 1984 рік тут проживало 4400 мешканців, а на 2001 рік 3761 мешканців і, якого люди не сприймають по теперішній час.

### Мова
Розподіл населення за рідною мовою за даними :
| Мова            | Кількість | Відсоток |
| --------------- | --------- | -------- |
| українська      | 3699      | 98.35%   |
| російська       | 56        | 1.49%    |
| єврейська       | 3         | 0.08%    |
| румунська       | 1         | 0.03%    |
| інші/не вказали | 2         | 0.05%    |
| Усього          | 3761      | 100%     |

## Економіка
- Шпиківський цукровий завод
- Асфальтовий завод
- Цегельний завод
- Деревообробний завод
- Молокозавод.

## Інфраструктура
У Шпикові була цукроварня побудована архітектором Владиславом Городецьким. У Шпикові розташовані школа, поштове відділення, клуб. У Шпикові є дев'ять ставків.

## Транспорт
До районного центру є можливість дістатися автошляхом територіального значення Т 0222 та залізницею (найближча залізнична станція Рахни за 8,8 км).

## Пам'ятки

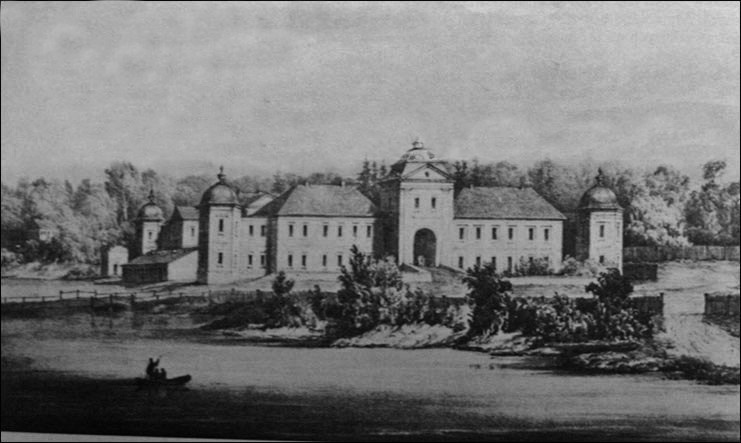
Палац Свейковського

- Палац Свейковського

## Відомі особистості
В поселенні народився:
- Аківа Говрін (1902—1980) — ізраїльський політик.
- Йоханан Тверський[10] (1900—1967) — письменник і публіцист, писав мовою іврит.
- Батьки Лєни Краснер (Лі Краснер)[en] — відомої американської художниці, дружина Поллока.